# ボビニー

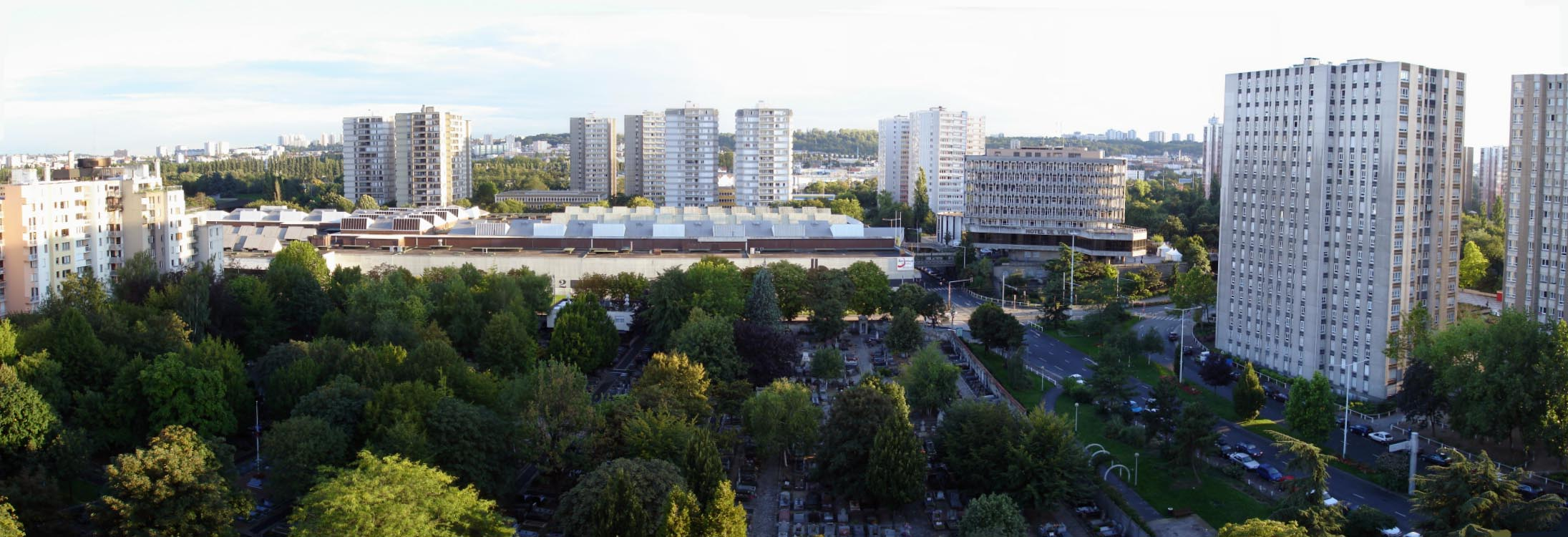
ボビニー中心部のパノラマ

ボビニー(Bobigny)は、フランスの北部、イル・ド・フランス地域圏の都市で、セーヌ＝サン＝ドニ県の県庁所在地である。
セーヌ＝サン＝ドニ県内では、14番目の面積（677ヘクタール）と12番目の人口（2010年国勢調査で47492人）を有する。なお、8つの地区に分けられ、そのほとんどが経済・社会問題対策優先実施区域（脆弱都市地域。zone urbaine sensible, ZUS)に指定されている。

## 地理

イル・ド・フランス（パリ周辺）の地図。赤く示されているのがボビニー。

### 位置
パリ北東の郊外（バンリュー）、パリ市境から約3キロメートルの位置にあり、ウルク運河の北岸に面している。平均海抜は55メートルの平野部である。

### 隣接自治体
ボビニーは、以下の自治体に囲まれている。
- 北　　ドランシ
- 北西　ラ・クールヌーヴ
- 西　　パンタン
- 南　　ロマンヴィル及びノワジー＝ル＝セック
- 東　　ボンディ

## 交通

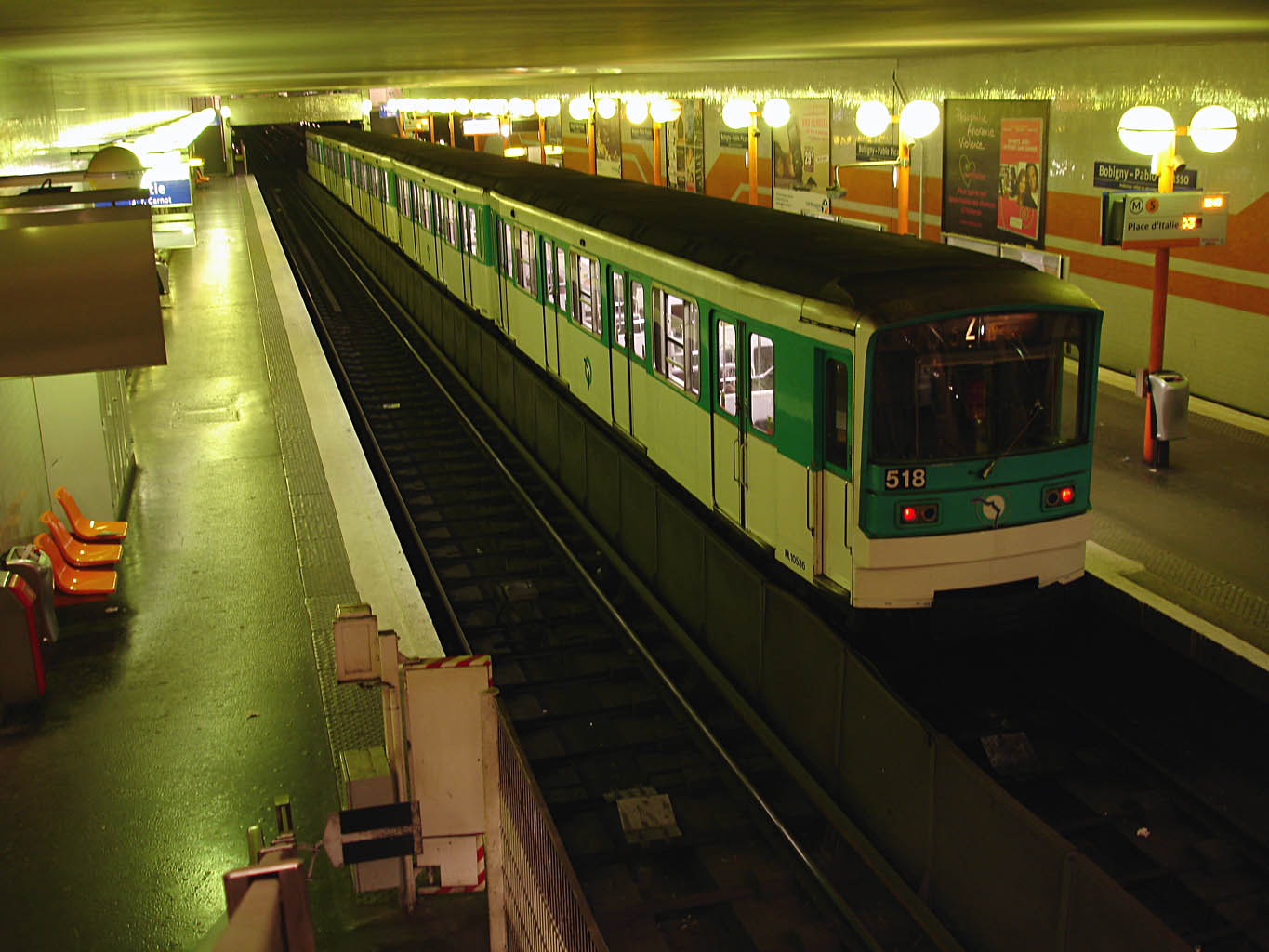
ボビニー＝パブロ・ピカソ駅（メトロ5号線）

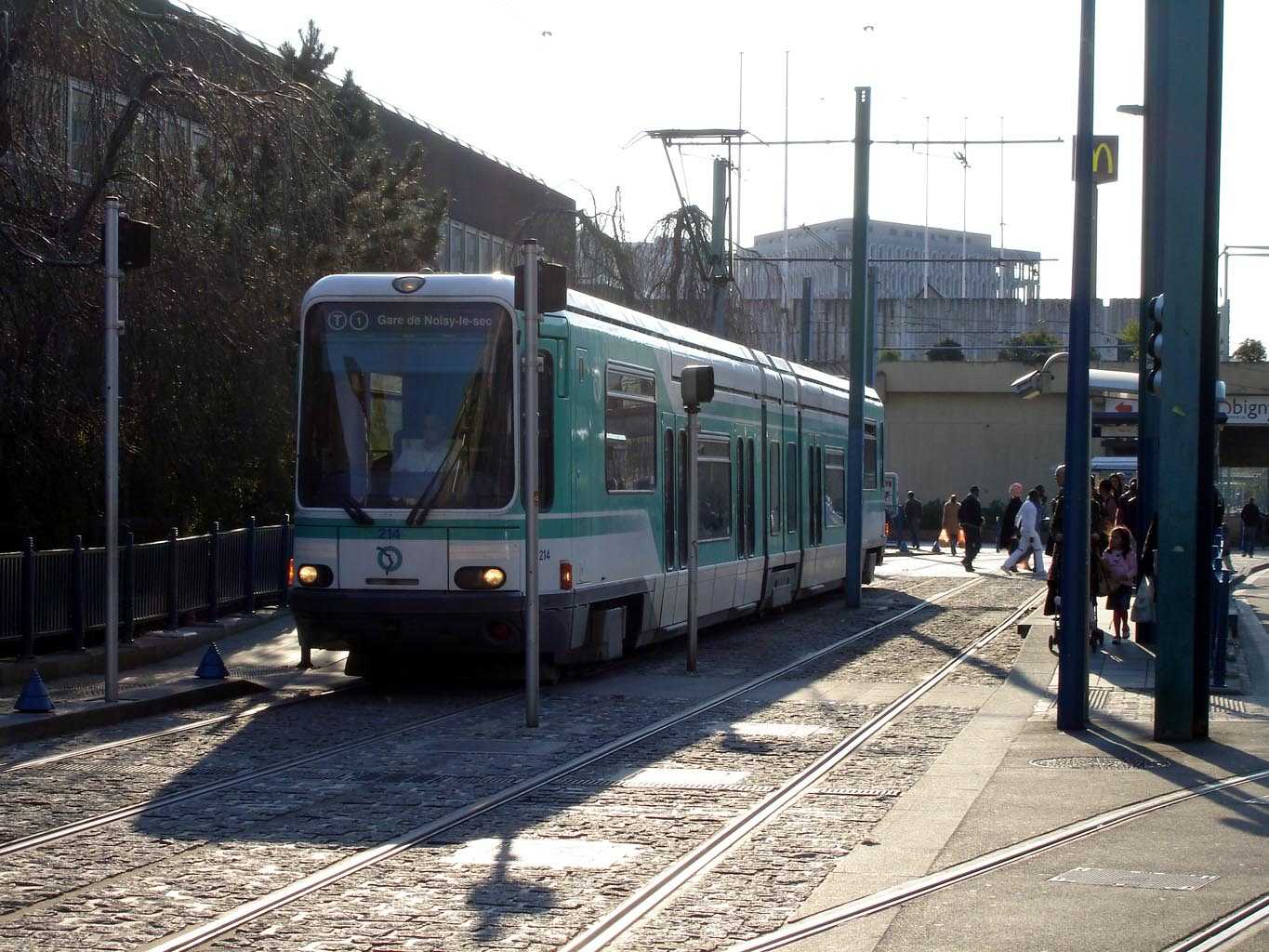
ボビニー＝パブロ・ピカソ駅（トラム1号線）

パリからパリメトロ5号線が通じており、ボビニー＝パンタン＝レイモン・キュノー駅とボビニー＝パブロ・ピカソ駅を擁している。
トラム (パリ)1号線（T1）が、市域を東西に貫いている。
グランド・サンチュールが、市域の西側を南北に、南側を東西に走っている。現在は貨物輸送限定で使用されているが、トラムを走らせて旅客化する計画がある。

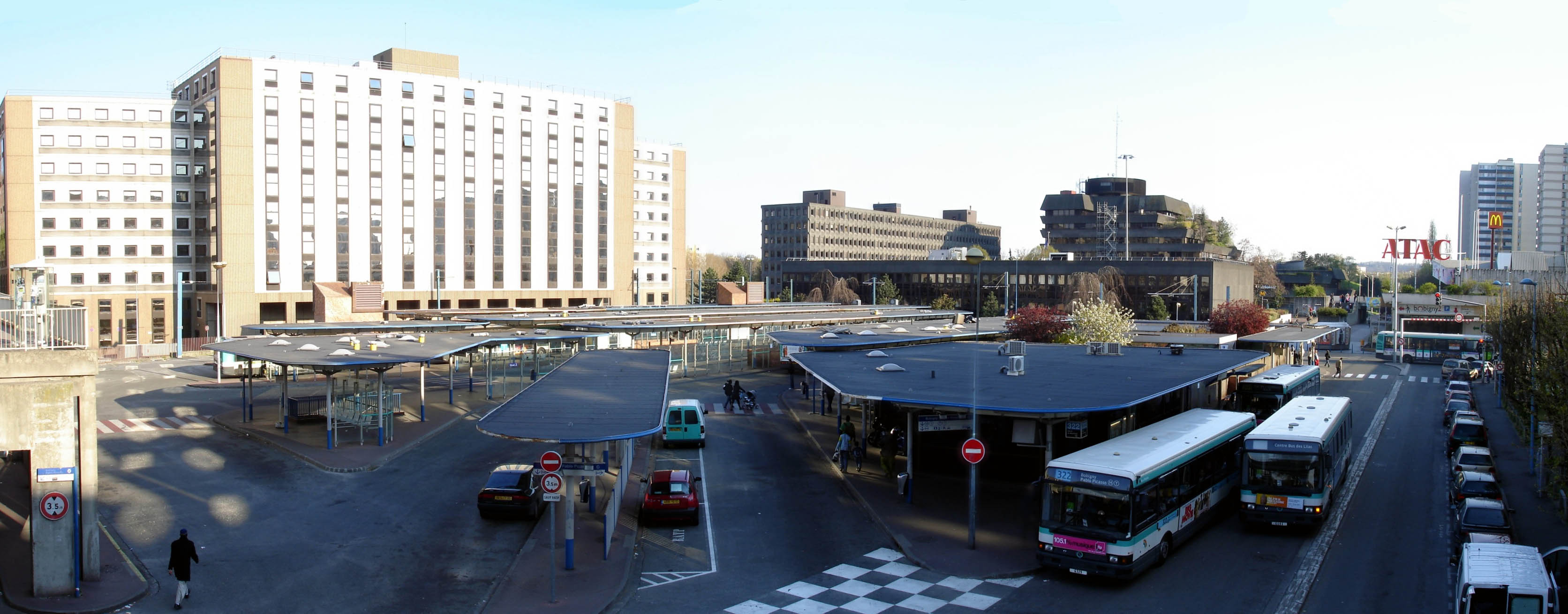
ボビニー＝パブロ・ピカソ駅（地上）のバスターミナル。奥の建物（中央）はセーヌ＝サン＝ドニ県庁。

## 都市の様相
市の南と西は主に商業地域となっている。
市の中心部であるボビニー＝パブロ・ピカソ駅周辺では、公共施設（市庁、県庁、ショッピングセンター・ボビニー2）を高層集合住宅が取り巻いている。
市の北部及び北東部（ドランシとの市境付近）には、20世紀初頭に建てられた古い戸建て住宅が残っている。
ウルク運河北岸には、ベルジェール県立公園が整備されている。

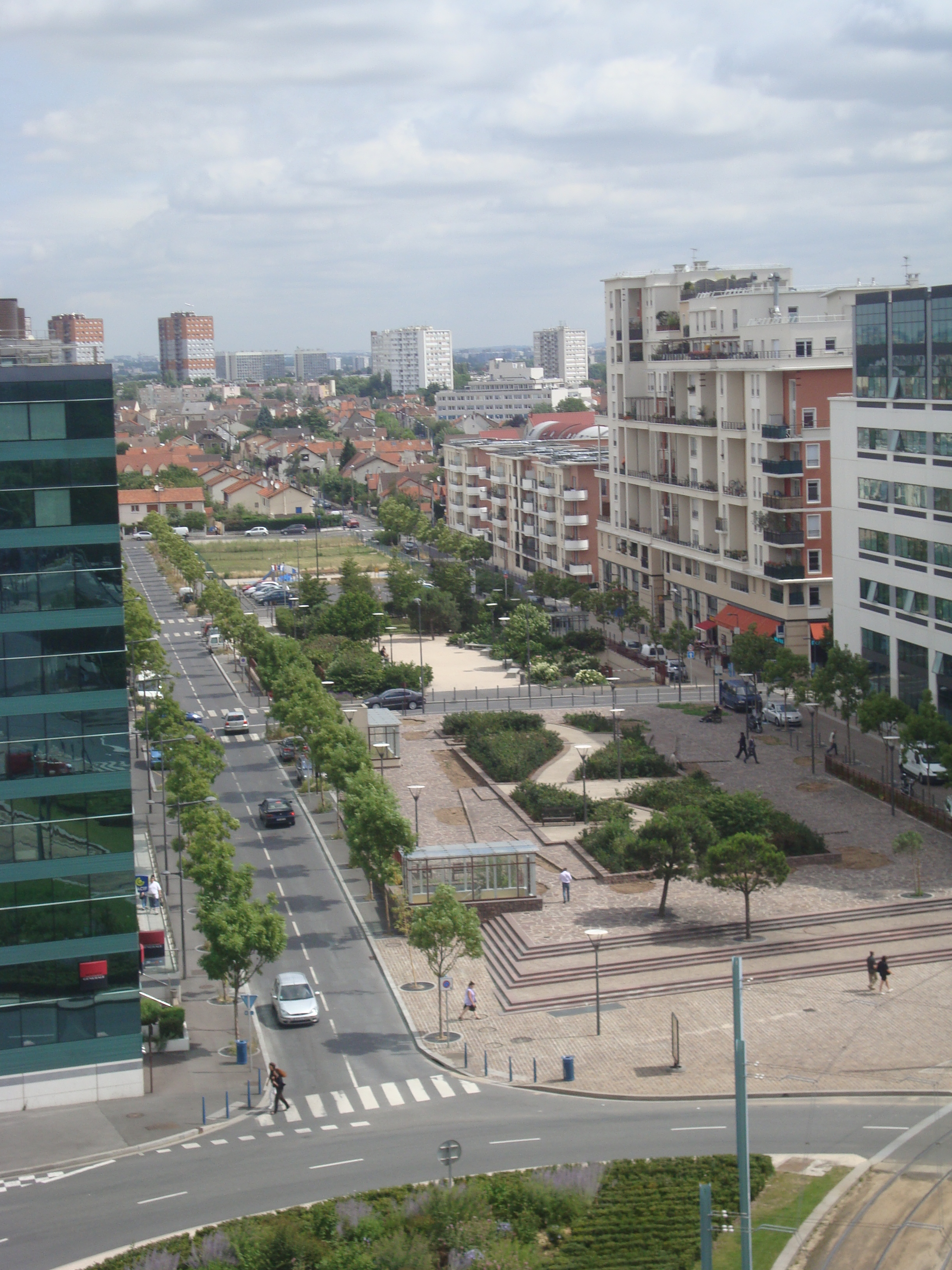
ジャン・ロスタン広場

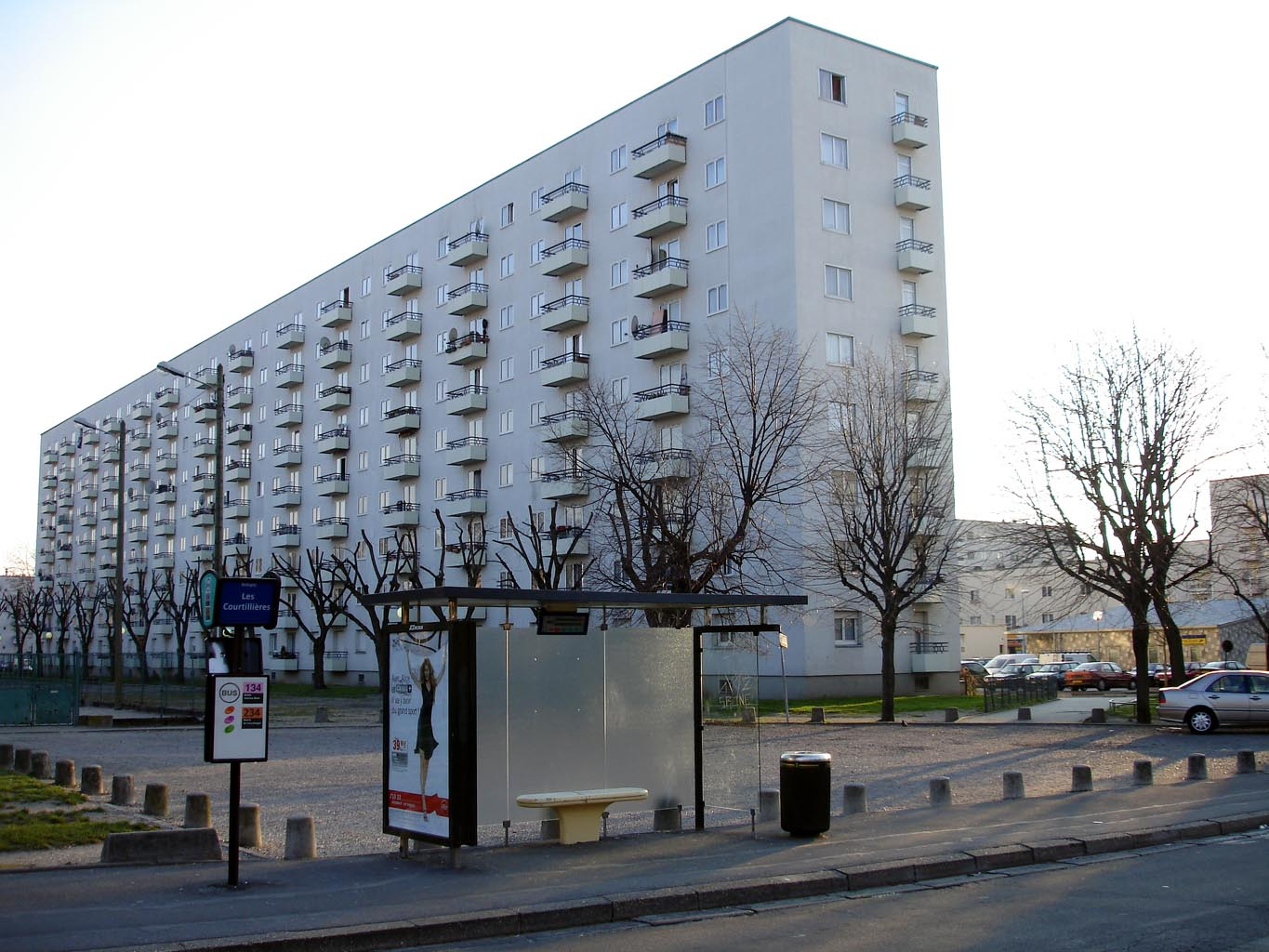
シテ・ポン・ドゥ・ピエール

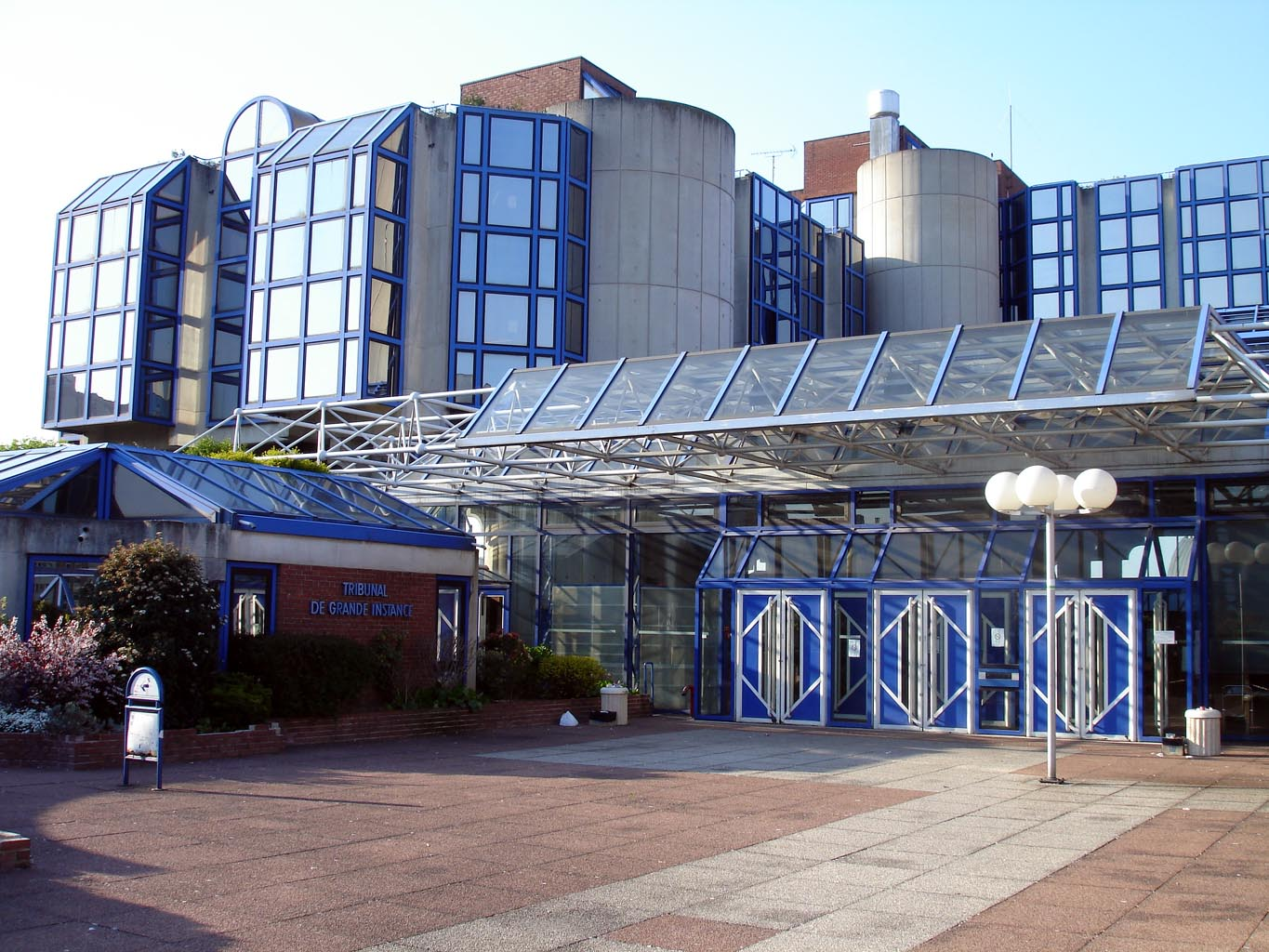
ボビニー大審裁判所の入口

## 地名の由来と市章

### 地名の由来
ボビニーの地名は、バルビニウス（Balbinius）の名に由来する。
バルビニウスは、ボンディの森に館を築いた古代ローマの将軍である。

### 市章
市章は、金地の斜め十字である。中心部の青い小さな盾には、銀色の花と果物が満ち、小麦の穂を7つ冠したバスケットが描かれている。ボビニーは、紋章学においてサン・アンドレの十字（斜め十字図形）によって象徴される、サン・アンドレの庇護下に置かれていた。

## 歴史
1789年当時、人口200人余りの穀物生産が盛んな小さい村であったが、1870年に普仏戦争が起こると、戦禍により荒廃した。
19世紀の終わりにパリからの鉄道が通じたことにより、新たな生活がもたらされた。野菜の集約栽培を行っていた村は、労働集約型企業の労働者の町へと変貌した。住宅不足が生じ、分譲地において住宅が建築された。
1920年以降、共産主義市政の誕生により、パリの「赤いバンリュー」« banlieue rouge » の一部を構成するようになった。
第2次世界大戦の間には、1500人に及ぶユダヤ人がボビニーの駅から鉄道でアウシュビッツ収容所に送られた。
1954年から1964年の10年間に、人口が約1万8500人から約3万7000人へと倍増した。
この急速な人口増加により、社会施設及び住宅建設のための総合計画が立案・実施され、多くのシテが建設された。シテ・ポン・ドゥ・ピエール（1958年）もそのような住宅の一つである。
1968年1月1日、新たにセーヌ＝サン＝ドニ県の設置が決まり、県庁所在地とされることになった。
1985年、メトロ5号線が到達した。
| 年   | 1793 | 1800 | 1806 | 1821 | 1831 | 1836 | 1841 | 1846 | 1851 | 1856 | 1861 | 1866 | 1872 | 1876 | 1881 | 1886 | 1891 | 1896 | 1901 | 1906 | 1911 | 1921 | 1926  | 1931  | 1936  | 1946  | 1954  | 1962  | 1968  | 1975  | 1982  | 1990  | 1999  | 2006  | 2007  | 2008  | 2009  | 2010  |
| ---- | ---- | ---- | ---- | ---- | ---- | ---- | ---- | ---- | ---- | ---- | ---- | ---- | ---- | ---- | ---- | ---- | ---- | ---- | ---- | ---- | ---- | ---- | ----- | ----- | ----- | ----- | ----- | ----- | ----- | ----- | ----- | ----- | ----- | ----- | ----- | ----- | ----- | ----- |
| 人口 | 260  | 257  | 278  | 231  | 316  | 333  | 351  | 353  | 370  | 363  | 561  | 910  | 889  | 972  | 1173 | 1335 | 1540 | 1678 | 1946 | 2438 | 3660 | 6757 | 11412 | 17370 | 17676 | 16547 | 18521 | 37010 | 39453 | 43125 | 42723 | 44659 | 44079 | 47806 | 48196 | 47726 | 48503 | 47492 |

## 経済
パリ市内では19区などの所得が低いが、その状況はそのまま北東部郊外のセーヌ＝サン＝ドニ県に連なっている。
ボビニーの地域経済や雇用は、県庁所在地としての中心機能によって、基礎付けられている。

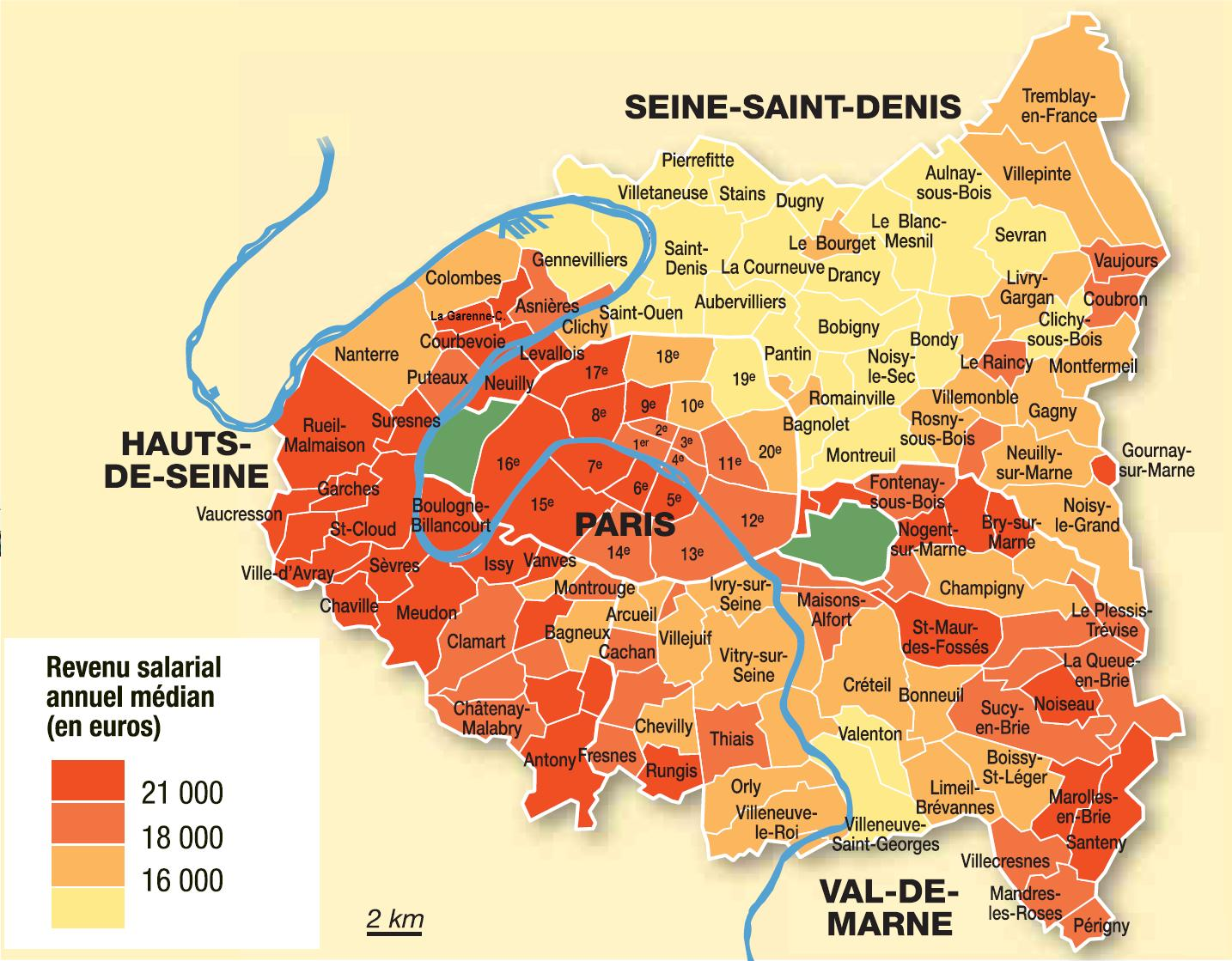
パリ周辺の地区毎の年間平均所得の分布

## 姉妹都市
- セトゥーバル、ポルトガル
- ポツダム、ドイツ
- セルプホフ、ロシア

## 著名出身者
- シャルル・イタンジュ：サッカー選手
- アビブ・ベライド：サッカー選手
- ラシド・エト＝アトマン：サッカー選手